# Forward Operating Site
Forward Operating Site (FOS) (Передова операційна позиція) — американський військовий термін для визначення об'єктів які можуть масштабуватись та підтримувати стійкі операції, але лише з невеликим постійно присутнім військовим складом або персоналом підрядника. FOS іноді містять ротаційні військові підрозділи і багато з них також розташовують заздалегідь розміщене військове устаткування.
Ці позиції були створені коли Пентагон почав розв'язувати питання регіональних загроз, в першу чергу в Африці та Латинській Америці, після Перегляду Глобальних Позицій, зробленого Пентагоном в 2004.
FOS відрізняється від дислокації співробітництва з безпеки (англ. Cooperative Security Location (CSL)), які мають невеликі постійні сили або персонал підрядника, та від головних оперативних баз (англ. Main Operating Base (MOB)), які розташовують великі постійні сили і мають добре захищені позиції.